# Ґренада (округ, Міссісіпі)
Шаблон:StateAbbr_ 33°46′ пн. ш. 89°48′ зх. д. / 33.77° пн. ш. 89.8° зх. д.
Округ Ґренада (англ. Grenada County) — округ (графство) у штаті Міссісіпі, США. Ідентифікатор округу 28043.

## Історія
Округ утворений 1870 року.

## Демографія
За даними перепису
2000 року
загальне населення округу становило 23263 осіб, зокрема міського населення було 12837, а сільського — 10426.
Серед мешканців округу чоловіків було 10878, а жінок — 12385. В окрузі було 8820 домогосподарств, 6301 родин, які мешкали в 9973 будинках.
Середній розмір родини становив 3,09.
Віковий розподіл населення поданий у таблиці:
| Стать    | До 15 років | 15-21 | 22-29 | 30-39 | 40-49 | 50-65 | 65-85 | Понад 85 |
| -------- | ----------- | ----- | ----- | ----- | ----- | ----- | ----- | -------- |
| Чоловіки | 2614        | 1180  | 1051  | 1503  | 1541  | 1713  | 1149  | 127      |
| Жінки    | 2664        | 1144  | 1205  | 1747  | 1725  | 1836  | 1708  | 356      |

## Суміжні округи
- Ялобуша — північ
- Калгун — схід
- Вебстер — південний схід
- Монтгомері — південь
- Керролл — південь
- Лефлор — захід
- Таллагачі — північний захід

## Виноски
1. ↑  U.S. Decennial Census. United States Census Bureau. Архів оригіналу за 26 квітня 2015. Процитовано 3 листопада 2014.
2. ↑  Historical Census Browser. University of Virginia Library. Архів оригіналу за 11 серпня 2012. Процитовано 3 листопада 2014.
3. ↑  Population of Counties by Decennial Census: 1900 to 1990. United States Census Bureau. Архів оригіналу за 28 грудня 2014. Процитовано 3 листопада 2014.
4. ↑  Census 2000 PHC-T-4. Ranking Tables for Counties: 1990 and 2000 (PDF). United States Census Bureau. Архів оригіналу (PDF) за 18 грудня 2014. Процитовано 3 листопада 2014.
5. ↑  State & County QuickFacts. United States Census Bureau. Архів оригіналу за 7 червня 2011. Процитовано 3 вересня 2013. [Архівовано 2011-06-07 у Wayback Machine.](англ.) Наведено за англійською вікіпедією.
6. ↑  American FactFinder. Бюро перепису населення США. Архів оригіналу за 26 лютого 2012. Процитовано 31 січня 2008. [Архівовано 2008-05-21 у Wayback Machine.]

| США | Це незавершена стаття з географії США. Ви можете допомогти проєкту, виправивши або дописавши її. |